# Hrubčice
Hrubčice (en allemand : Hrubschiz) est une commune du district de Prostějov, dans la région d'Olomouc, en Tchéquie. Sa population s'élevait à 846 habitants en 2023.

## Géographie
Hrubčice se trouve à 6,5 km au sud-est de Prostějov, à 16,5 km au sud-sud-ouest d'Olomouc et à 211 km à l'est-sud-est de Prague.
La commune est limitée par Kralice na Hané à l'ouest et au nord, par Biskupice et Klopotovice à l'est, par Ivaň au sud-est, par Čelčice au sud, et par Čehovice à l'ouest.

## Histoire
La première mention écrite de la localité date de 1353.

## Administration
La commune se compose de deux sections :
- Hrubčice
- Otonovice

## Galerie

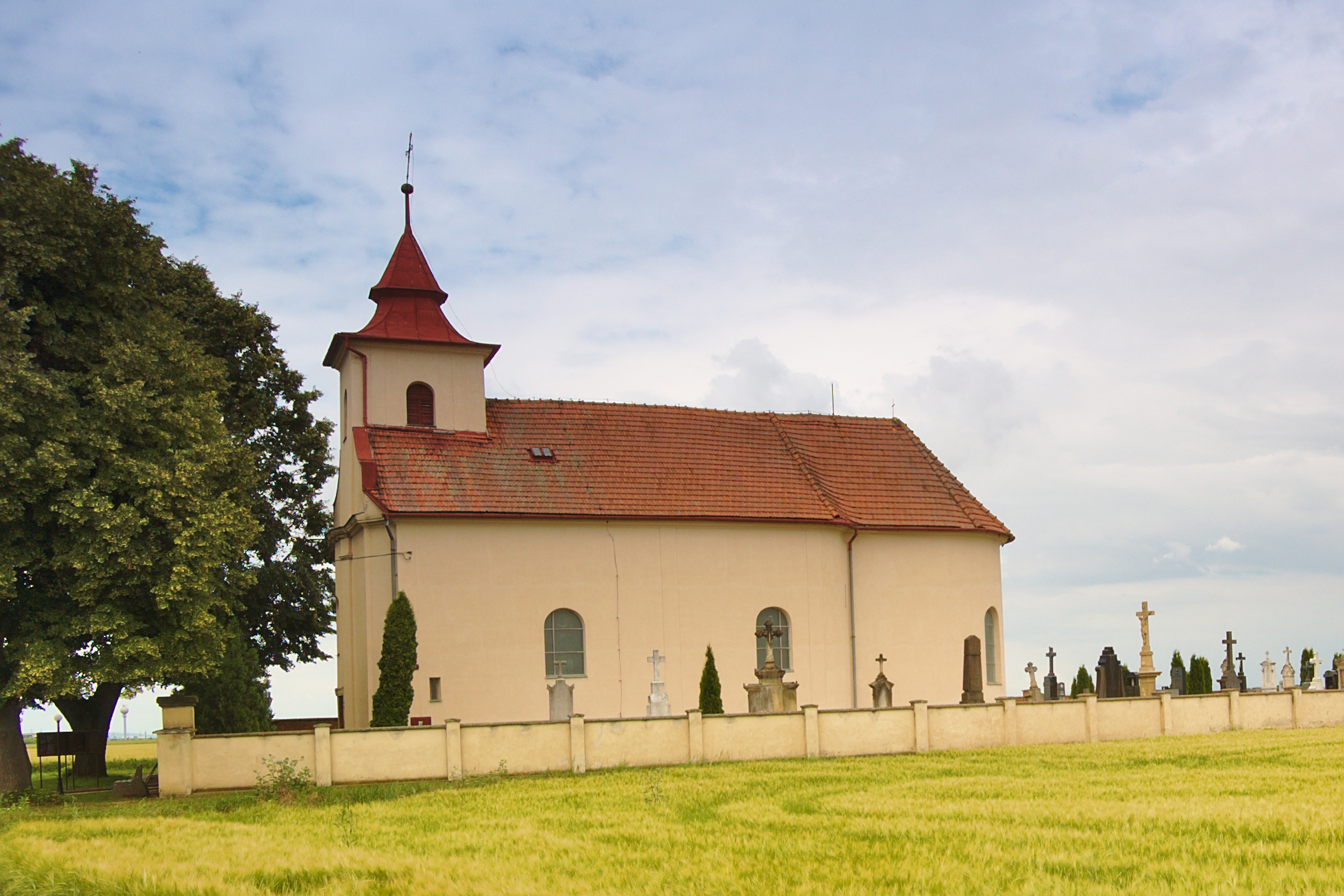
Hrubčice : église Saint-Urbain.
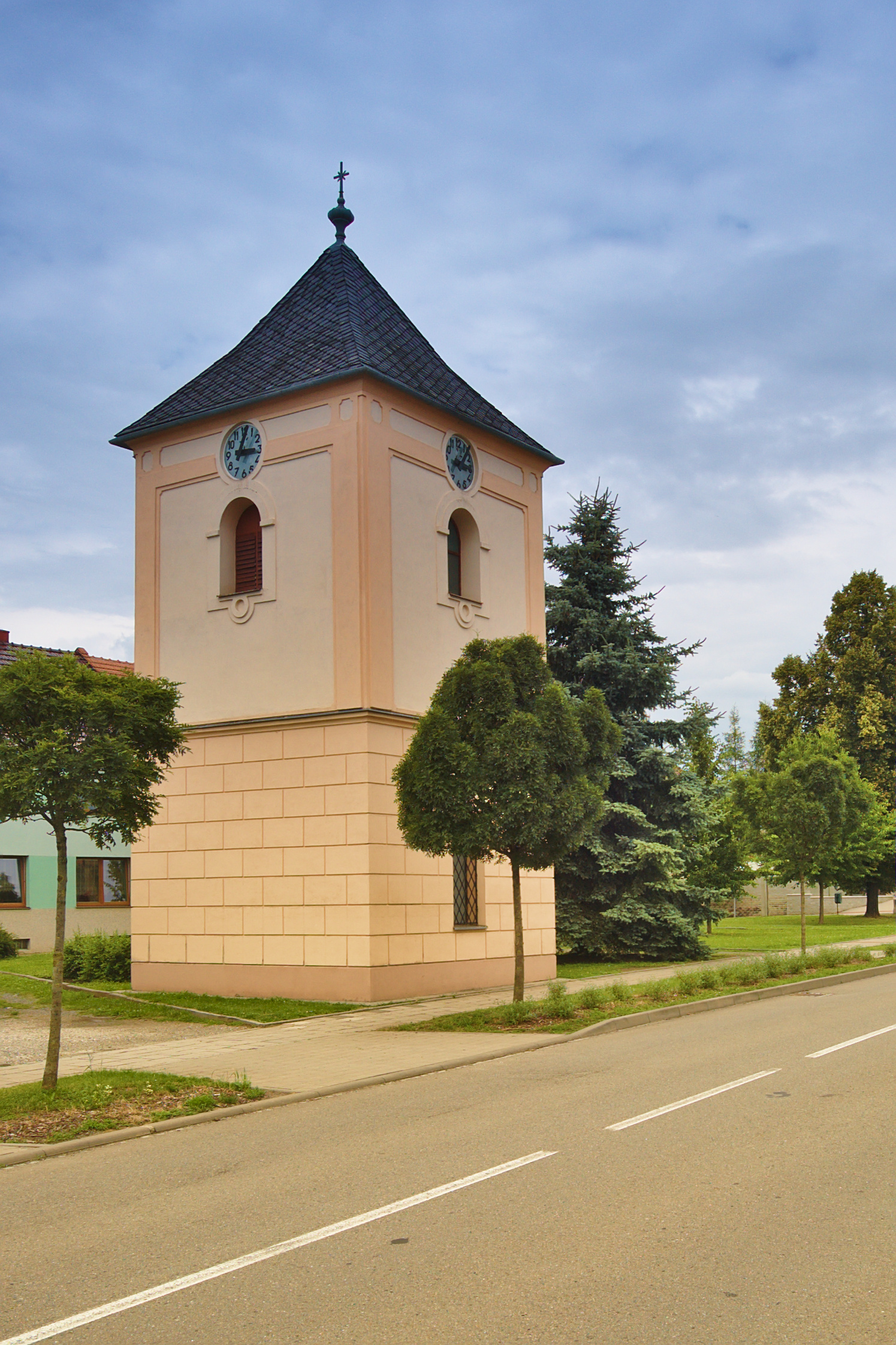
Clocher à Hrubčice.

## Transports
Par la route, Hrubčice se trouve à 7,5 km de Prostějov, à 21 km d'Olomouc et à 267 km de Prague.